# スピーディア
株式会社スピーディアは、宮城県仙台市青葉区に本社を置く、IT関連のコンサルティング・プロモーションを行う企業である。
自社ISP「SPEEDIA INTERNET SERVICE」(SIS) のほか、他社より譲渡された多数のISPサービスを引き継いで運営している。

## 沿革
- 1999年12月 - 現代表取締役（並里武裕）が個人事業主として、レンタルサーバー、システム受託開発、ウェブサイト制作を始める。
- 2000年4月 - （資）ジャパンインターネットサービス(JIS)設立。
- 2001年4月 - 独立し、（有）スピーディアを設立。
- 2002年12月 - ISP向け総合ネットワーク事業を本格展開。
- 2003年1月 - 三井物産本店より出向社員を受け入れ、全国展開スタート。
- 2004年1月 - ウェブステーションやまがたより山形県内のISP事業「DeWA-Web」を譲渡される[1]。
- 2004年12月 - ファンクリエイトよりISP事業「本荘インターネット」を譲渡される[2]。
- 2005年4月 - ジェイネットエンジニアリングサービスよりISP事業「JEYNETインターネット」を譲渡される[3]。
- 2005年9月 - エヌネットよりISP事業「N-NET」を譲渡される[4]
- 2006年3月 - 大学生向けISP「キャリアン」開始[5]
- 2006年6月 - ネットプロよりISP事業（NetPro Internet）を譲渡される[6]。
- 2006年10月 - 東北電力グループの東北インフォメーション・システムズよりISP事業「BStream」「TINet」を譲受される[7][8]。
- 2007年7月 - インシスコムよりISP事業「インコムオンライン」「アレイズネット24」を譲渡される。
- 2008年5月 - 十和よりISP事業「シーネットアイ」を譲渡される[9]。
- 2008年7月頃[10] - アール･ナックの子会社の東北地域経済開発研究所よりISP事業「R-NAC」を譲渡される
- 2017年8月 - ネットバリューを吸収合併し[11]、ISP事業「バリューネット」の運営元となる
- 2021年3月 - コトーノよりISP事業「東北インターネットサービス」を譲渡される[12]。
- 2023年6月（予定） - 中国電力グループのエネルギア・コミュニケーションズよりISP事業「do!up」を譲渡される[13]。